# Mary Jane West-Eberhard
Mary Jane West-Eberhard (* 20. August 1941 in Pontiac, Michigan) ist eine US-amerikanische Entomologin und Evolutionsbiologin. Sie gilt als bedeutende Vertreterin der Evolutionären Entwicklungsbiologie und als einer der Hauptvertreter der Erweiterten Synthese in der Evolutionstheorie.

## Leben
West-Eberhard studierte an der University of Michigan Zoologie mit dem Bachelor-Abschluss 1963, dem Master-Abschluss 1964 und der Promotion bei Richard D. Alexander 1967. Als Post-Doktorandin war sie an der Harvard University bei Howard Ensign Evans. 1969 bis 1979 forschte sie an der Universidad del Valle in Cali in Kolumbien. Seit 1973 war sie auch mit dem Smithsonian Tropical Research Institute in Panama verbunden, an dem sie seit 1975 fest angestellt war. Außerdem steht sie in Zusammenarbeit mit der Universität von Costa Rica.
Sie forscht vor allem über soziale Wespen der Tropen und studierte daran Mechanismen der Evolution. Zum Beispiel betonte sie die Rolle sexueller Auslese (soziale Konkurrenz unter Männern) für die Artbildung und die Rolle alternativer Phänotypen (Polymorphismus, Polyphänismus) als Basis für die natürliche Auslese in der Evolutionstheorie, wofür sie den Begriff Phänotypische Plastizität prägte und eine Monographie schrieb. Phänotypische Plastizität ist dabei eine angeborene Fähigkeit der Individuen, ihre äußere Erscheinung (Phänotyp) während der Entwicklung zum Erwachsenenstadium (Ontogenese) zu ändern und eventuell geänderten Umweltbedingungen anzupassen (Anpassung des Phänotyps, Developmental Recombination, ohne genetische Veränderung). Das ist nach ihr der primäre Ansatzpunkt der natürlichen Auslese, die Übernahme in den genetischen Bauplan erfolgt dann sukzessive durch zufällige Mutationen, wobei Individuen, in denen der geänderte Phänotyp schon genetisch verankert ist selektive Vorteile haben (Genetic Accomodation).

## Eintreten für die Erweiterung der Synthese in der Evolutionstheorie
In ihrem Hauptwerk mit 800 Seiten, an dem ca. 100 Biologen mitwirkten und das zahlreiche empirische Studien enthält, liefert West-Eberhard eine umfassenden Kritik an der auf Darwin basierenden Synthetischen Evolutionstheorie und fordert ein neues Rahmenkonzept für eine vereinte Evolutionstheorie, die Entwicklung, Umwelt und Plastizität als ursächliche Faktoren der Evolution aufgreift.

## Auszeichnungen und Mitgliedschaften
2003 erhielt West-Eberhard den Sewall Wright Award der American Society of Naturalists, 2021 die Linné-Medaille der Linnean Society of London. 1992 war sie Präsidentin der Society for the Study of Evolution. West-Eberhard ist Mitglied der National Academy of Sciences (und war in deren Komitee für Menschenrechte), der American Academy of Arts and Sciences (1996) und auswärtiges Mitglied der Accademia dei Lincei (2005).

## Schriften
- The Social Biology of Polistine Wasps. Misc. Publ. Univ. Mich. Mus. Zool. 140, 1969, S. 1–101.
- mit Howard E. Evans: Wasps, University of Michigan Press, Ann Arbor 1970
- The evolution of social behavior by kin selection, Quart. Rev. Biol., 50, 1975, S. 1–33.
- Sexual selection, social competition, and speciation, Quart. Rev. Biol., Band 58, 1983, S. 155–183.
- Flexible strategy and social evolution, in: Y. Ito, J. L. Brown, J. Kikkawa (Herausgeber), Animal societies: Theories and facts, Japan Scientific Societies Press, Tokio 1987, S. 35–51.
- Phenotypic plasticity and the origins of diversity, Ann. Rev. Ecol. Syst., Band 20, 1989, S. 249–278.
- Developmental plasticity and the origin of species differences Proceedings National Academy of Sciences USA 102, 2005, Suppl. 1, S. 6543–6549, PDF
- Wasp societies as microcosms for the study of development and evolution, in: M.-J. West-Eberhard, S. Turilazzi (Herausgeber), Natural history and evolution of paper wasps, Oxford University Press, 1996, S. 290–317.
- Developmental Plasticity and Evolution, Oxford University Press 2003
- The maintenance of sex as a developmental trap due to sexual selection, Quarterly Review of Biology, Band 80, 2005, S. 47–53.
- Phenotypic Accommodation: Adaptive Innovation Due to Developmental Plasticity, Journal of Experimental Zoology, Part B: Molecular and Developmental Evolution, Band 304, 2005, S. 610–618.
- Toward a Modern Revival of Darwin’s Theory of Evolutionary Novelty, Philosophy of Science, Band 75, 2008, S. 899–908.